# فاني كوفمان
فاني كوفمان هي ممثلة كندية، ولدت في 11 أبريل 1924 في تورونتو في كندا، وتوفيت في 21 فبراير 2009 في مدينة مكسيكو في المكسيك.

## وصلات خارجية
- فاني كوفمان على موقع IMDb (الإنجليزية)
- فاني كوفمان على موقع قاعدة بيانات الفيلم (الإنجليزية)
- فاني كوفمان على موقع كينوبويسك (الروسية)